# چاوالیت یونگچاییود
چاوالیت یونگچاییود (تایلندی: ชวลิต ยงใจยุทธ؛ زاده ۱۵ مه ۱۹۳۲) یک سیاست‌مدار اهل تایلند است. وی از ۲۵ نوامبر ۱۹۹۶ تا ۸ نوامبر ۱۹۹۷ نخست‌وزیر این کشور بود.